# Wheatfield (Nowy Jork)
Wheatfield – miasto w Stanach Zjednoczonych, w stanie Nowy Jork, w hrabstwie Niagara.